# Lagrida similis
Lagrida similis är en skalbaggsart som beskrevs av Stefan von Breuning 1938. Lagrida similis ingår i släktet Lagrida och familjen långhorningar. Inga underarter finns listade i Catalogue of Life.